# Nhà thờ Chư Thánh, Odiham
Nhà thờ Chư Thánh (All Saints Church) là một nhà thờ Anh giáo tại làng Odiham, Hampshire, 9,5 dặm (15,2 km) từ Basingstoke. Nhà thờ được liệt kê trong danh sách Di sản Anh (English Heritage) ở cấp dộ 1.
Đến thế kỷ thứ 11 đã có một nhà thờ tại địa điểm này, như được ghi trong sách Domesday. Các bộ phận có thể nhìn thấy lâu đời nhất của nhà thờ hiện nay là thánh điện và phần cơ sở của tháp, có niên đại từ đầu thế kỷ 13. Giữa các thánh điện và tháp, gian giữa đã bị thay đổi và mở rộng sang lối đi bên, trong hai giai đoạn, và những phần trên của tháp hoàn toàn được xây dựng lại vào thế kỷ 17.